# Rodas
Rodas è un comune di Cuba, situato nella provincia di Cienfuegos.